# Pinnotheres obesus
Pinnotheres obesus is een krabbensoort uit de familie van de Pinnotheridae. De wetenschappelijke naam van de soort is voor het eerst geldig gepubliceerd in 1852 door Dana.